# Kyjov (Txèquia)
Kyjov (IPA: [ˈkɪjof]: [ˈkɪjof]) és una ciutat a la Regió de Moravia Meridional de la República Txeca. Té al voltant de 12,000 habitants. Kyjov és famós pel seu festival popular que se celebra cada quatre anys. Els llogarets Bohuslavice, Boršov i Nětčhissi són part administrativa de Kyjov.

## Festival folklòric
Al festival folklòric de la ciutat de Kyjov solen venir milers de persones, durant la seva celebració, del 14 al 17 d'agost. Part d'ells participen amb vestits brodats i colorits vestits recorrent el que ells anomenen el Passeig del Rei. És a més el festival regional popular més antic del país, iniciat a l'agost de 1921, i considerat com un dels festivals populars més significatius de la República Txeca.